# Tadmarton
Tadmarton is een civil parish in het bestuurlijke gebied Cherwell, in het Engelse graafschap Oxfordshire met 541 inwoners.